# Gabrielzinho
Gabriel Airton de Souza, meglio noto come Gabrielzinho (Araçatuba, 29 marzo 1996), è un calciatore brasiliano, attaccante dello Shanghai Haigang in prestito dal Moreirense.

## Caratteristiche tecniche
È un'ala destra.

## Statistiche

### Presenze e reti nei club
Statistiche aggiornate al 6 luglio 2025.
| Stagione          | Squadra           | Campionato        | Campionato | Campionato | Coppe nazionali | Coppe nazionali | Coppe nazionali | Coppe continentali | Coppe continentali | Coppe continentali | Altre coppe | Altre coppe | Altre coppe | Totale | Totale | Totale |
| Stagione          | Squadra           | Comp              | Pres       | Reti       | Comp            | Pres            | Reti            | Comp               | Pres               | Reti               | Comp        | Pres        | Reti        | Pres   | Reti   |        |
| ----------------- | ----------------- | ----------------- | ---------- | ---------- | --------------- | --------------- | --------------- | ------------------ | ------------------ | ------------------ | ----------- | ----------- | ----------- | ------ | ------ | ------ |
| 2015              | Linense           | A1/SP             | 3          | 0          | CB              | 0               | 0               |                    | -                  | -                  |             | -           | -           | 3      | 0      |        |
| 2016              | Linense           | A1/SP+D           | 6+6        | 0+1        | CB              | 2               | 0               |                    | -                  | -                  |             | -           | -           | 14     | 1      |        |
| 2017              | Linense           | A1/SP             | 13         | 3          | CB              | 0               | 0               |                    | -                  | -                  |             | -           | -           | 13     | 3      |        |
| Totale Linense    | Totale Linense    | Totale Linense    | 28         | 4          |                 | 2               | 0               |                    | -                  | -                  |             | -           | -           | 30     | 4      |        |
| 2017-2018         | Rio Ave           | PL                | 11         | 0          | CP+CdL          | 1+2             | 0               |                    | -                  | -                  |             | -           | -           | 14     | 0      |        |
| 2018-2019         | Rio Ave           | PL                | 27         | 3          | CP+CdL          | 2+4             | 0+1             | UEL                | 2                  | 0                  |             | -           | -           | 35     | 4      |        |
| 2019-gen. 2020    | Rio Ave           | PL                | 8          | 0          | CP+CdL          | 2+1             | 0+0             |                    | -                  | -                  |             | -           | -           | 11     | 0      |        |
| gen.-giu. 2020    | Moreirense        | PL                | 15         | 2          | CP+CdL          | 0+0             | 0+0             |                    | -                  | -                  |             | -           | -           | 15     | 2      |        |
| 2020-2021         | Rio Ave           | PL                | 19         | 0          | CP+CdL          | 3+0             | 1+0             | UEL                | 3                  | 0                  |             | -           | -           | 25     | 1      |        |
| 2021-2022         | Rio Ave           | SL                | 31         | 6          | CP+CdL          | 3+3             | 3+0             |                    | -                  | -                  |             | -           | -           | 37     | 9      |        |
| Totale Rio Ave    | Totale Rio Ave    | Totale Rio Ave    | 96         | 9          |                 | 21              | 5               |                    | 5                  | 0                  |             | -           | -           | 122    | 14     |        |
| 2022-2023         | Al-Wasl           | PL                | 14         | 3          | PC+CdL          | 1+1             | 0+0             |                    | -                  | -                  |             | -           | -           | 16     | 3      |        |
| 2023-2024         | Hatta Club        | PL                | 15         | 3          | PC+CdL          | 0+1             | 0+0             |                    | -                  | -                  |             | -           | -           | 16     | 3      |        |
| 2024-gen. 2025    | Moreirense        | PL                | 18         | 3          | CP+CdL          | 2+1             | 0+0             |                    | -                  | -                  |             | -           | -           | 21     | 3      |        |
| Totale Moreirense | Totale Moreirense | Totale Moreirense | 33         | 5          |                 | 3               | 0               |                    | -                  | -                  |             | -           | -           | 36     | 5      |        |
| 2025              | Shanghai Haigang  | SL                | 14         | 4          | CC              | 2               | 2               | ACL                | 1                  | 0                  | SC          | 1           | 2           | 18     | 8      |        |
| Totale carriera   | Totale carriera   | Totale carriera   | 200        | 28         |                 | 31              | 7               |                    | 6                  | 0                  |             | 1           | 2           | 238    | 37     |        |

## Palmarès

### Club

#### Competizioni nazionali
- Segunda Liga: 1

Rio Ave: 2021-2022